# Tell Your Children
Tell Your Children é um curta-metragem britânico de 1922, do gênero drama, dirigido por Donald Crisp. É agora considerado um filme perdido.